# Entephria hilariata
Entephria hilariata är en fjärilsart som beskrevs av Leo Schwingenschuss 1918. Entephria hilariata ingår i släktet Entephria och familjen mätare. Inga underarter finns listade i Catalogue of Life.